# Salinee Srisombat
Salinee Srisombat (ur. 19 listopada 1996) – tajska zapaśniczka w stylu wolnym. Zajęła dziewiąte miejsce na igrzyskach azjatyckich w 2018 i dziesiąte w 2022. Piąta na mistrzostwach Azji w 2019. Srebrna medalistka igrzysk Azji Południowo-Wschodniej w 2013, 2021 i 2023; brązowa w 2019. Trzecia w mistrzostwach Azji kadetów w 2013 roku.